# الزعفرانیة
الزعفرانیة یک منطقهٔ مسکونی در سوریه است که در حمص واقع شده‌است.

## خصوصیات
الزعفرانیة ۵٬۱۰۲ نفر جمعیت دارد.